# Gephyrocharax atracaudatus
Gephyrocharax atracaudatus är en fiskart som först beskrevs av Meek och Hildebrand 1912.  Gephyrocharax atracaudatus ingår i släktet Gephyrocharax och familjen Characidae. Inga underarter finns listade i Catalogue of Life.